# Клязьминско-Лухский заказник
Клязьминско-Лухский заказник — государственный природный комплексный заказник регионального значения в Вязниковском районе Владимирской области.

## Введение
Клязьминско-Лухский государственный природный комплексный заказник регионального значения образован постановлением Главы администрации Владимирской области № 141 от 12 апреля 1994 года. Реорганизован постановлением Губернатора Владимирской области № 480 от 14 мая 2012 года.

## Физико-географическая характеристика территории заказника

### Расположение
Заказник расположен на территории Вязниковского района Владимирской области между реками Лух и Клязьма. Заказник имеет площадь 43 450 га, а также охранную (буферную) зону площадью 9040 га.

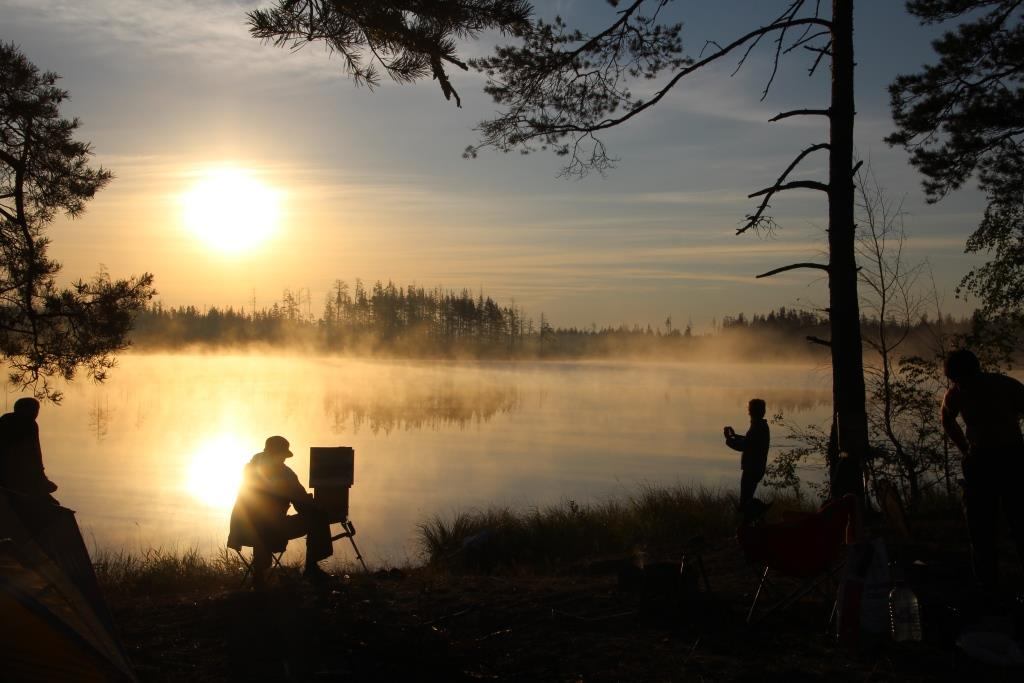
Рассвет на озере Малая Гарава, Клязьминско-Лухский заказник

### Границы заказника
От места пересечения границы Владимирской и Ивановской областей с рекой Лух граница заказника следует на юг по правому берегу реки Лух до места её впадения в реку Клязьму. Затем граница поворачивает на запад и идет по левому берегу реки Клязьмы (при этом в заказник включаются левобережные заводи реки Клязьмы) до грунтовой дороги, связывающей деревню Большие Удолы с рекой Клязьмой в 0,5 км к западу от деревни Липовская Усадьба. Потом граница идет по этой грунтовой дороге на север в направлении деревни Большие Удолы, огибает её с севера, затем по дороге продолжается до деревни Малые Удолы и также огибает её с северо-востока. Далее граница заказника следует на север по правой стороне дороги с усовершенствованным покрытием деревня Малые Удолы — деревня Лужки до северной оконечности озера Семахра, оттуда направляется на северо-запад по мелиоративному каналу до юго-восточного угла квартала 46 Заклязьминского участкового лесничества Вязниковского лесничества. Далее граница заказника проходит по границе земель Заклязьминского участкового лесничества на запад до юго-западного угла квартала 40. Затем граница следует на север по западной границе кварталов 40, 34, 27, 23 до деревни Бурино, огибая её с востока, до юго-восточного угла квартала 15, далее идет по южной границе квартала 15, огибает его с запада, проходит вдоль южной границы квартала 10, затем идет по южной и западной границам квартала 7, огибает с востока и юга квартал 6 Заклязьминского участкового лесничества Вязниковского лесничества до пересечения с административной границей Ивановской области. Затем по границе Владимирской и Ивановской областей вновь направляется на север по западной границе кварталов 6 и 2. После этого граница заказника поворачивает на восток и идет по северной границе кварталов 2 — 4 до юго-западного угла квартала 1 и направляется на север по западной границе квартала 1, поворачивает на восток и проходит по северной границе квартала 1 до юго-западного угла квартала 37, затем по западной границе кварталов 37, 22, 9 и 1 Яропольского участкового лесничества Гороховецкого военного лесничества следует на север до северо-западного угла квартала 1. Затем граница заказника поворачивает на восток по границе Владимирской и Ивановской областей и следует по северной границе кварталов 1 — 3, 12 — 14, 4 — 8, 21, 35, 36, 71 — 75, 98 — 100 Яропольского участкового лесничества Гороховецкого военного лесничества до пересечения данной границы с рекой Лух в точке начала описания границы заказника.

### Геологическое строение и рельеф
Территория заказника расположена в юго-западной части Балахнинской низменности на левобережье реки Клязьмы. Регион геологически относится к зоне сочленения двух крупных структур Русской платформы: Московской синеклизы и Волго-Уральской антеклизы.
Юго-западная часть Балахнинской низменности — Лухская низина представляет собой плоскую, местами слабоволнистую, заболоченную песчаную равнину с абсолютными высотами поверхности от 70 до 120 м, слабо наклоненную на юг к долине реки Клязьмы. В границах заказника минимальная абсолютная высота составляет 72 м, а максимальная — 102 м. В целом для этой зандровой равнины характерно слабое проявление эрозионных процессов и незначительное расчленение рельефа, а также образование бессточных западин и болот.

### Климат
Район расположения заказника относится к зоне умеренно континентального климата и характеризуется умеренно теплым летом, холодной снежной и продолжительной зимой, короткой облачной, часто дождливой весной и относительно теплой осенью. Среднегодовая температура воздуха составляет +3,3°С, самый теплый месяц — июль, самый холодный — январь. Средняя температура января −11,5°С, июля — +18,3°С. Среднегодовое количество осадков 538 мм, причем наибольшее количество осадков по периодам года приходится на лето — 199 мм. Продолжительность безморозного периода составляет в среднем 128 дней, вегетационного — 160—180 дней. Замерзание рек приходится в среднем на 20 ноября, вскрытие — на 15 апреля. Наиболее раннее выпадение снега — 18 октября, последний снегопад — 18 апреля. Среднее число дней со снеговым покровом составляет 141. Средняя высота снежного покрова 40-50 см. Наибольшей мощности снеговой покров достигает в первой декаде марта — 55-57 см.
Преобладающими ветрами являются летом — северо-западные, в остальное время — юго-западные. В период с мая по сентябрь бывает 2-3 дня с сильным ветром, один раз в 10 лет ветер может достигать 24 м/сек, иногда отмечаются шквалы с порывом ветра до 40 м/сек.

### Гидрологическая сеть
Гидрологическая сеть территории принадлежит бассейну реки Клязьмы. В районе заказника долина реки становится резко асимметричной, с крутым правым склоном, к которому прижимается река, и низким террасированным левым берегом.
Непосредственно в границы заказника входит лишь левобережная пойма Клязьмы, которая имеет большое количество стариц, озёр, болот.
Среди озёр заказника выделяется озеро Великое — плоское крупное озеро ледникового происхождения, расположенное в притеррасной пойме Клязьмы. Здесь же, в притеррасной области поймы, расположено много болот.
Собственная речная сеть Лухской низины развита плохо. Река Лух — единственный значительный левобережный приток низовьев Клязьмы, пересекает низину в меридиональном направлении. Впадает в Клязьму на 68 км от её устья.
Остальные небольшие речки и ручьи — Юхорец (Юхорский исток), Кщарский исток, Минеев исток, Вербец, Польский, Великоозёрский исток — протекают также преимущественно в меридиональном направлении с севера на юг.
Пойменные озера тяготеют к поймам рек Клязьмы и Луха. По происхождению преимущественно это старичные озера, но есть также озёра ледникового, карстового и смешанного происхождения. В основном это небольшие водоёмы площадью 50-100 га, редко до 300 га. Одним из таких озёр является Великое. Менее крупные пойменные озёра: Удольское, Хратуль, Тинное, Щучье, Шибальское, Плотское, Нечхар, Шохонка, а также соединённые с Клязьмой заводи — Великоозёрская и Качхар.
Внепойменные озера приурочены к зоне тектонической трещиноватости. На этой территории расположены карстовые озера, самые крупные из которых Кщара, Санхар, Юхор, Большая Гарава, Малая Гарава, Светленькое. В своеобразных природных условиях находится озеро Печхар, расположенное в 4-5 км на северо-восток от озера Великого.
Слабые уклоны поверхности, обильное водное питание, плохая дренированность создали благоприятные условия для обширного заболачивания низины. В основном это низинные болота грунтового питания на песчаных и супесчаных отложениях. Болота развиты на всех элементах ландшафта. Широкое распространение они получили в пойме Клязьмы, где занимают около 12 % территории.

### Почвы
На территории заказника преобладают дерново-подзолистые песчаные, супесчаные, реже легкосуглинистые почвы, бедные органическими и минеральными веществами, а также иллювиально-гумусовые, болотно-глеевые и торфяные почвы. По возвышенным равнинам распространены пылеватые, тяжелые и средние суглинки. Остальная территория занята плоскими пониженными равнинами, сложенными с поверхности песками и супесями на небольших глубинах, подстилаемые моренными суглинками.
Болотные отложения представлены торфом разной степени разложения, с прослоями песков и синей болотной глины. В пойме реки Клязьмы широко распространены аллювиальные луговые и болотно-луговые почвы.

### Растительный мир
Основными лесообразующими породами на территории заказника являются сосна, береза и ель.
Из природных растительных сообществ к пойме реки Клязьмы приурочены пойменные луга, широколиственные и мелколиственные леса, лесо-луговые комплексы, болота. Прирусловая часть занята ивняками. Плоские участки центральной поймы между Клязьмой и озером Великое заняты липняками, вязовниками и дубняками с примесью ели и березы. При этом дубравы являются преобладающим типом фитоценоза и могут рассматриваться как эдификаторы зональной растительности.
На притеррасной части поймы и в припойменной низменной полосе, в непосредственной близости к озеру Великому и его водотоков имеются крупные массивы черноольшаников. Из коренных лесов это наиболее распространенные сообщества. В этой же части левобережья сосредоточена значительная доля березняков на переувлажненных местообитаниях и болот разных типов.
Надпойменная терраса с боровыми песками покрыта ценными в природном и хозяйственном отношении сосняками. Особую природоохранную ценность имеет то, что вследствие слабо выраженного гривистого рельефа, чередующегося с переувлажненными заболоченными низинами, формируется своеобразный ландшафт, где представлены даже на относительно небольших участках сочетания самых разнообразных типов леса от мшисто-лишайниковых до сфагновых. В заболоченных равнинных участках у края сфагновых болот преобладают долгомошный тип сосняков, березняков, осинников. Разновозрастные сосняки представлены зеленомошниками, брусничниками, черничниками.
На территории заказника произрастают:
3 вида растений, занесённых в Красную книгу России, и 35 видов, занесённых в Красную книгу Владимирской области.
| Красная книга России:                                       |
| ----------------------------------------------------------- |
| Полушник щетинистый (Isoёtes setacea)                       |
| Неоттианта клобучковая (Neottianthe cucullata)              |
| Пальчатокоренник Траунштейнера (Dactylorhiza traunsteineri) |
| Венерин башмачок настоящий (Cypripedium calceolus)          |

| Красная книга Владимирской области:                                     |
| ----------------------------------------------------------------------- |
| Плаун топяной (Lycopodium inundatum)                                    |
| Плаун трёхколосковый (Lycopodium tristachyum)                           |
| Каулиния гибкая (Caulinia flexilis)                                     |
| Манник дубравный (Glyceria nemoralis)                                   |
| Пушица стройная (Eriophorum gracile)                                    |
| Осока малоцветковая (Carex pauciflora)                                  |
| Ирис сибирский (Iris sibirica)                                          |
| Гудайера ползучая (Goodyera repens)                                     |
| Пальчатокоренник пятнистый болотолюбивый (Dactylorhiza maculata elodes) |
| Ива черничная (Salix myrtilloides)                                      |
| Тополь чёрный (Populus nigra)                                           |
| Звездчатка толстолистная (Stellaria crassifolia)                        |
| Песчанка скальная (Arenaria saxatilis)                                  |
| Мерингия бокоцветковая (Moehringia lateriflora)                         |
| Смолёвка зеленоцветковая (Silene chlorantha)                            |
| Гвоздика песчаная (Dianthus arenarius)                                  |
| Гвоздика Борбаша (Dianthus borbasii)                                    |
| Кувшинка белоснежная (Nymphaea candida)                                 |
| Прострел раскрытый (Pulsatilla patens)                                  |
| Василистник водосборолистный (Thalictrum aquilegifolium)                |
| Зубянка пятилистная (Dentaria quinquefolia)                             |
| Росянка английская (Drosera anglica)                                    |
| Росянка обратнояйцевидная (Drosera obovata)                             |
| Лапчатка семилисточковая (Potentilla heptaphylla)                       |
| Лён слабительный (Linum catharticum)                                    |
| Фиалка персиколистная (Viola persicifolia)                              |
| Волчеягодник обыкновенный (Daphne mezereum)                             |
| Одноцветка крупноцветковая (Moneses uniflora)                           |
| Шлемник копьелистный (Scutellaria hastifolia)                           |
| Змееголовник Рюйша (Dracocephalum ruyschiana)                           |
| Тимьян ползучий (Thymus serpyllum)                                      |
| Авран лекарственный (Gratiola officinalis)                              |
| Мытник Кауфмана (Pedicularis kaufmannii)                                |
| Пузырчатка средняя (Utricularia intermedia)                             |
| Бубенчик лилиелистный (Adenophora lilifolia)                            |

### Животный мир
На территории заказника всегда отмечалась высокая численность охотничье-промысловой фауны: копытные (лось, кабан), пушные (лисица, хорь, куница, белка, заяц-беляк), боровая (глухарь, тетерев, рябчик), болотно-водоплавающая (утки, бекас, дупель, вальдшнеп) дичь.
Такие виды как лось, кабан и зубр являются средообразующими на данной территории, так как при высокой численности оказывают существенное влияние на состояние экосистем и в первую очередь, лесных пород растительности.
Важным объектом фауны на территории заказника являются околоводные виды млекопитающих: ондатра и речной бобр, которые освоили почти все речки и ручьи.
Орнитофауна в пределах территории разнообразна в отношении видового состава — более 200 видов птиц.
В границах заказника отмечено обитание 8-10 видов земноводных и 6 видов пресмыкающихся.
Ихтиофауна р. Клязьмы в районе заказника включает в себя комплекс типичных пресноводных видов: лещ, густера, красноперка, чехонь, линь, уклея, верховка, подуст, плотва, язь, золотой карась, серебряный карась, гольян, пескарь, щука, окунь, ёрш, вьюн, сом, налим. В пойменных озёрах на территории самого заказника встречаются, те же виды, а также ротан. В карстовых озёрах северной половины заказника ихтиофауна представлена меньшим числом видов. Здесь обитают окунь, щука, караси, изредка встречается краснопёрка.
На территории заказника отмечено:
16 видов животных, занесённых в Красную книгу России и 30 видов животных, занесённых в Красную книгу Владимирской области.
Европейские зубры в Клязьминско-Лухском заказнике:

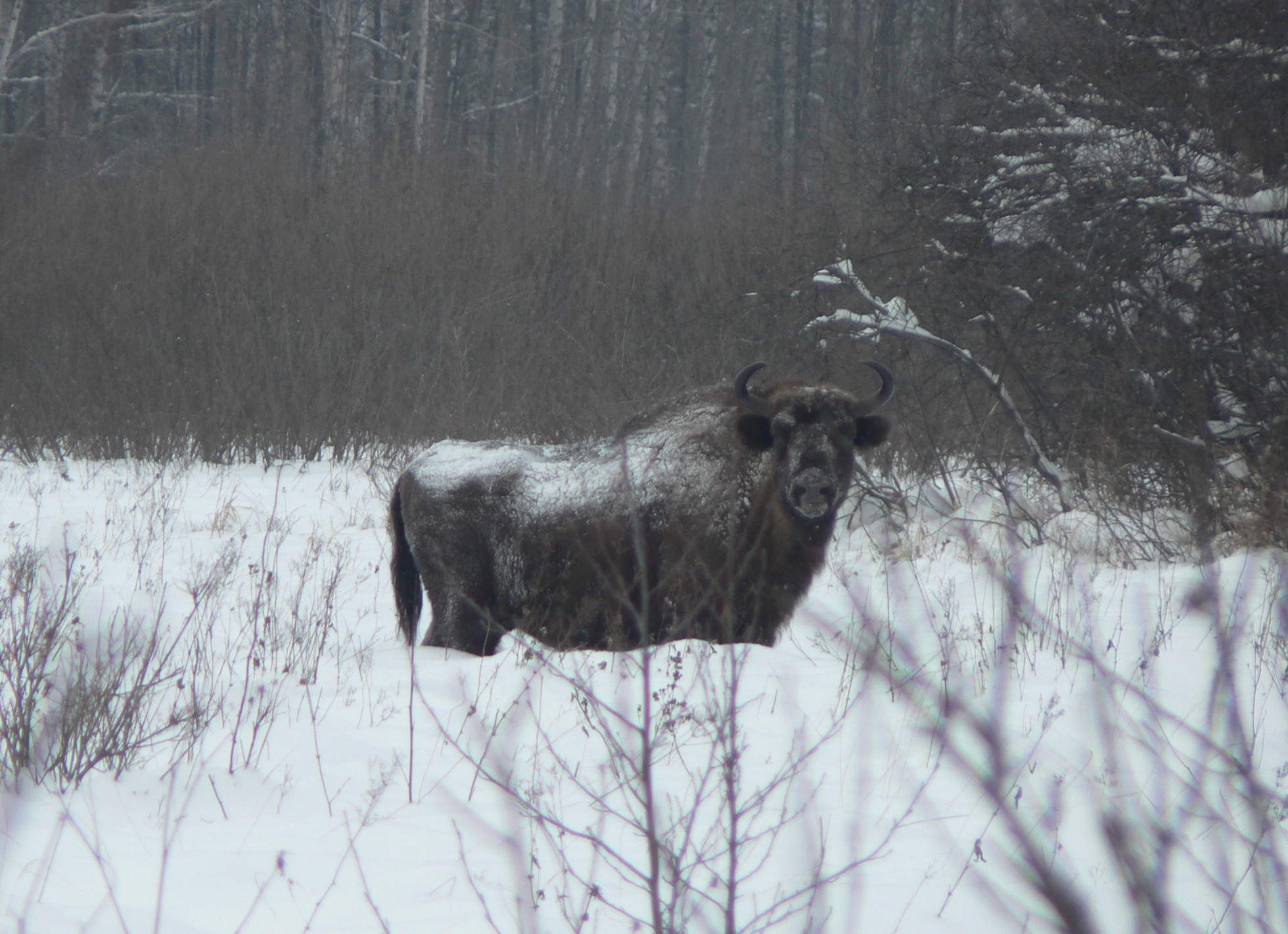
Самка зубра из вольной популяции зубров (2013 год)
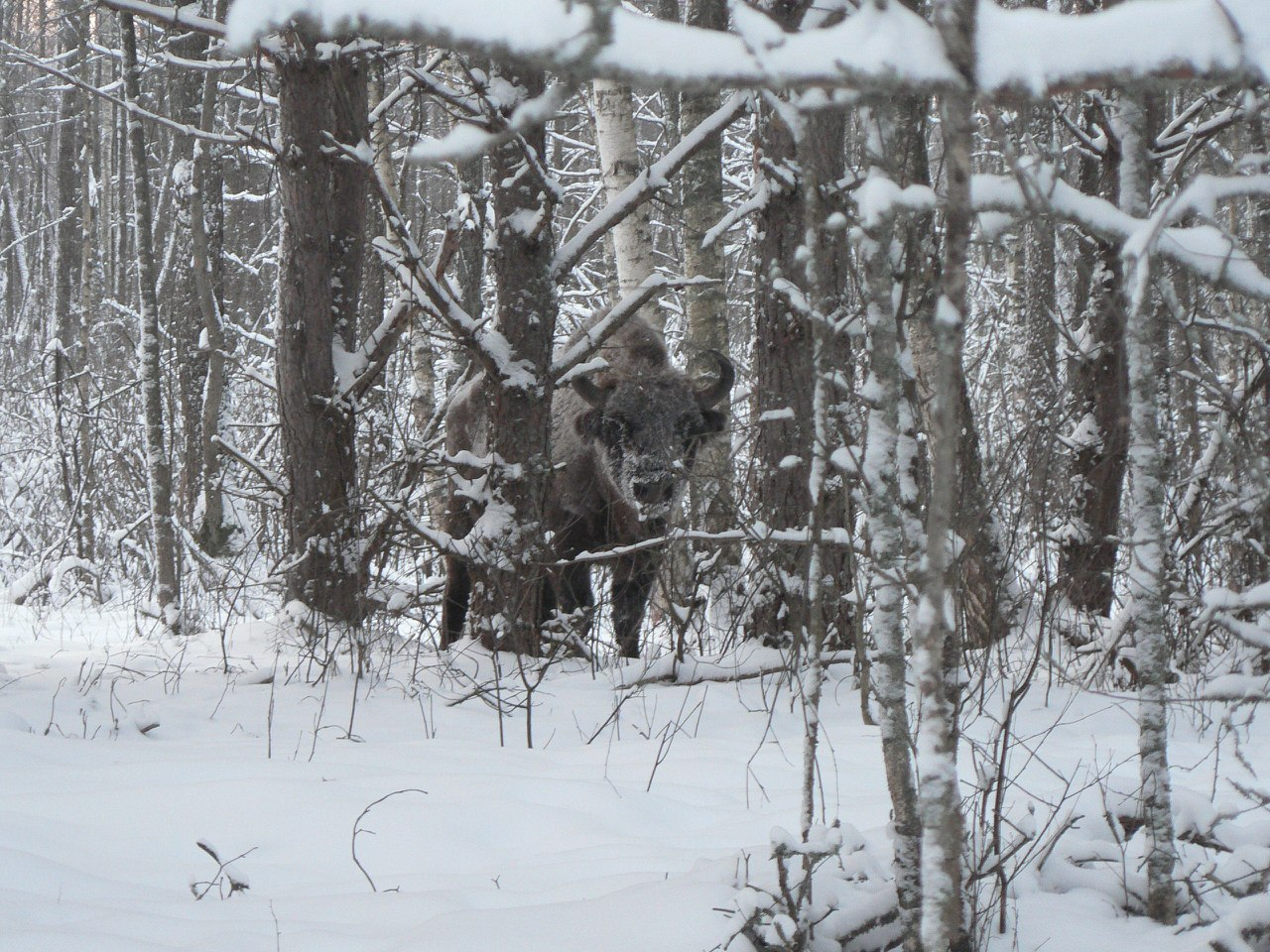
Самец зубра из вольной популяции зубров (2014 год)
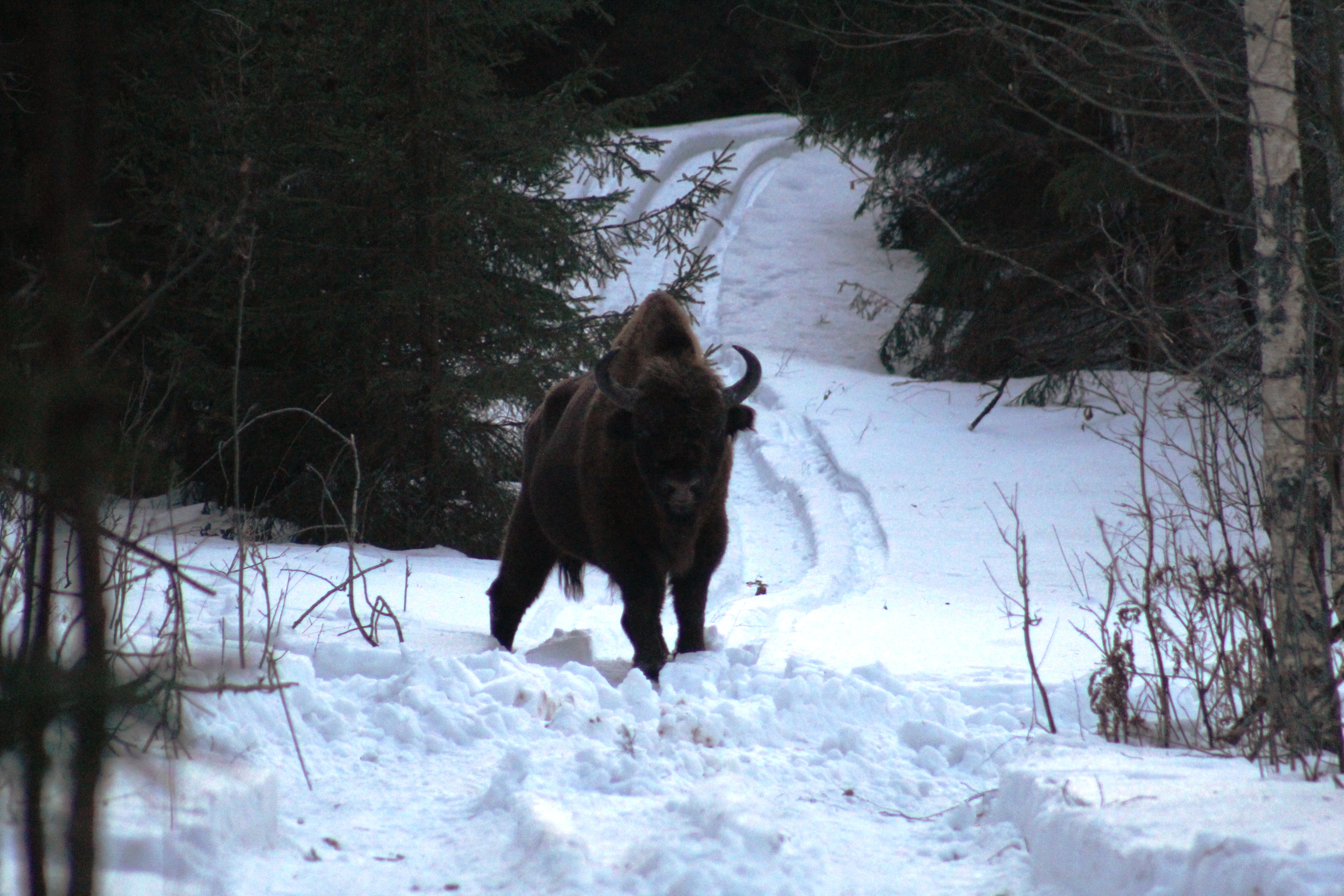
Самец зубра по кличке Яшка (2015 год)
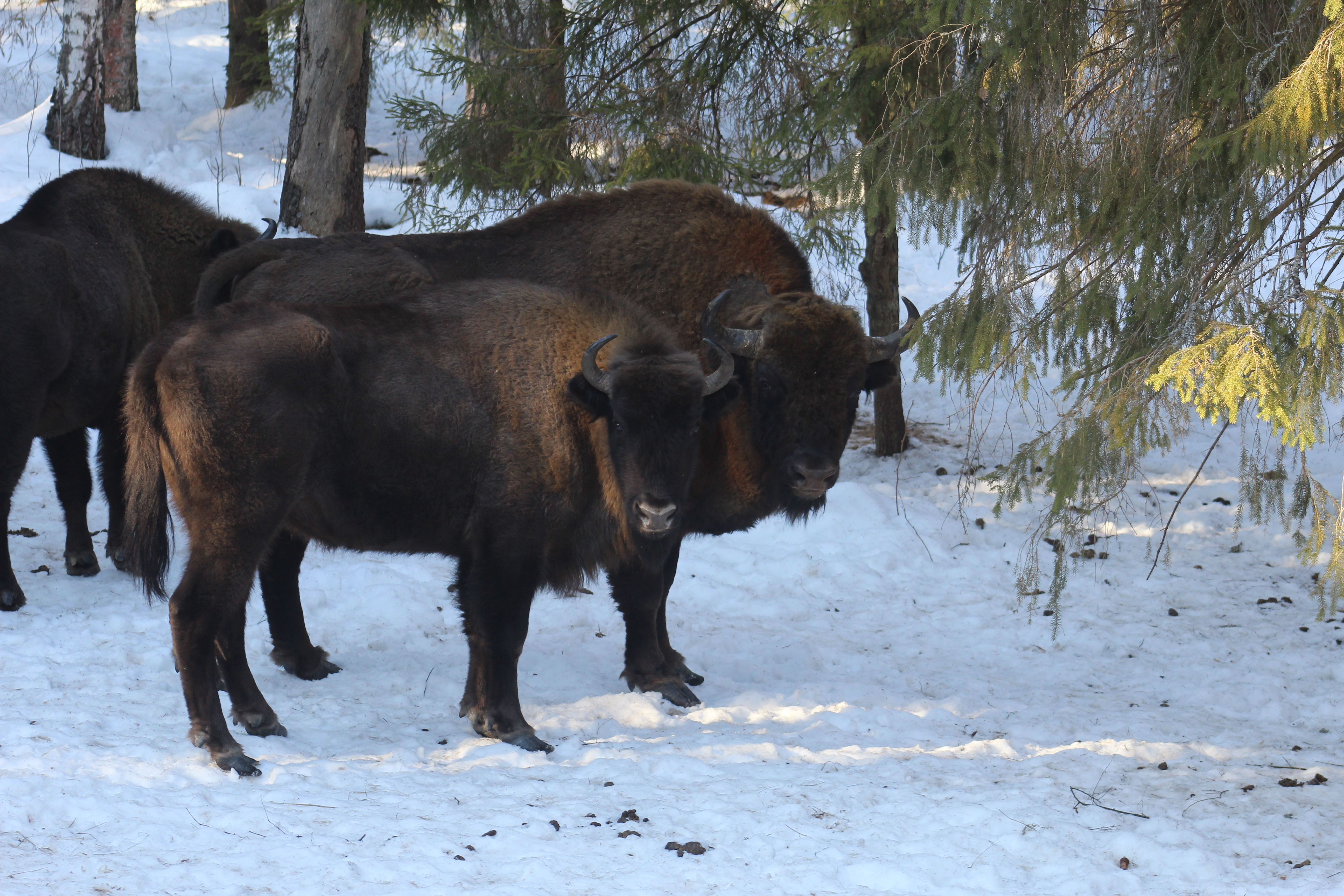
Самец и самка европейского зубра (2015 год)
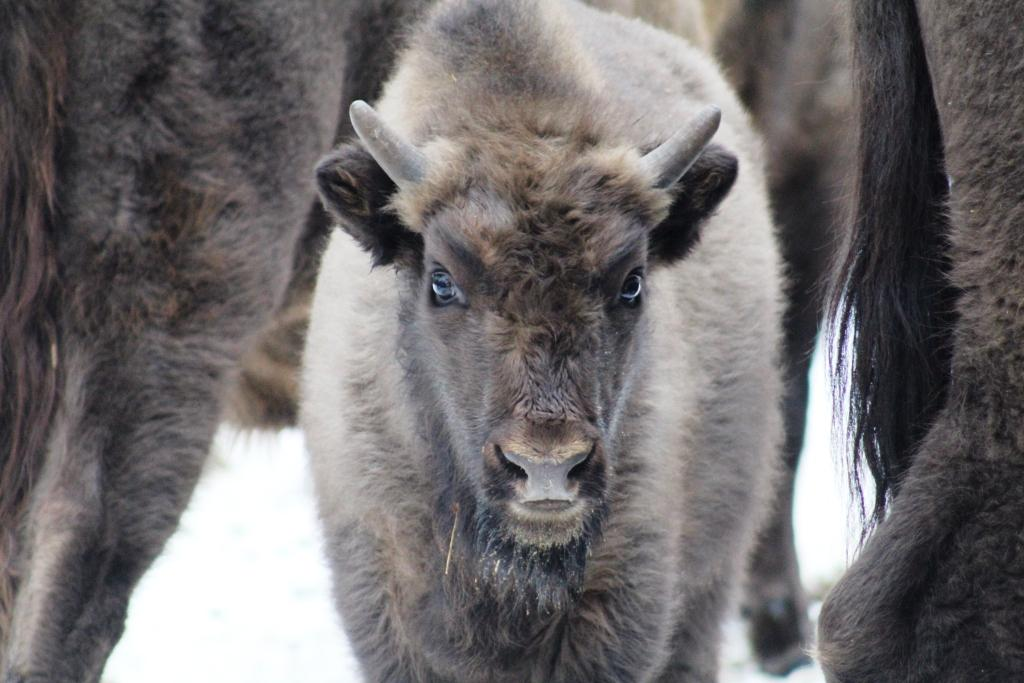
Фотография телёнка-сеголетка (2016 год)

| Красная книга России:                |
| ------------------------------------ |
| Русская выхухоль (Desmana moschata)  |
| Европейский зубр (Bison bonasus)     |
| Чернозобая гагара (Gavia arctica)    |
| Чёрный аист (Ciconia nigra)          |
| Скопа (Pandion haliaetus)            |
| Змееяд (Circaetus gallicus)          |
| Большой подорлик (Aquila clanga)     |
| Беркут (Aquila chrysaetos)           |
| Орлан-белохвост Haliaeetus albicilla |

| Красная книга Владимирской области:                 |
| --------------------------------------------------- |
| Бурый медведь (Ursus arctos)                        |
| Выдра (Lutra lutra)                                 |
| Обыкновенная рысь (Lynx lynx)                       |
| Лебедь-кликун (Cygnus cygnus)                       |
| Лебедь-шипун (Cygnus olor)                          |
| Осоед (Pernis apivorus)                             |
| Кобчик (Falco vespertinus)                          |
| Серый журавль (Grus grus)                           |
| Водяной пастушок (Rallus aquaticus)                 |
| Поручейник (Tringa stagnatilis)                     |
| Турухтан (Philomachus pugnax)                       |
| Большой веретенник (Limosa limosa)                  |
| Малая чайка (Larus minutus)                         |
| Белокрылая крачка (Chlidonias leucopterus)          |
| Бородатая неясыть (Strix nebulosa)                  |
| Сизоворонка (Coracias garrulus)                     |
| Золотистая щурка (Merops apiaster)                  |
| Обыкновенный зимородок (Alcedo atthis)              |
| Седой дятел (Picus canus)                           |
| Лесной жаворонок (Lullula arborea)                  |
| Дроздовидная камышовка (Acrocephalus arundinaceus)  |
| Овсянка-ремез (Emberiza rustica)                    |
| Узкопалый речной рак (Pontastacus leptodactylus)    |
| Южнорусский тарантул (Lycosa singoriensis)          |
| Муравьиный лев обыкновенный (Myrmeleon formicarius) |
| Цикада горная (Cicadetta montana)                   |
| Бронзовка мраморная (Protaetia marmorata)           |
| Бражник шмелевидный (Hemaris fuciformis)            |
| Моховой шмель (Bombus muscorum)                     |
| Бембекс носатый (Bembix rostrata)                   |

## Население
В границах заказника расположено 5 населённых пунктов с общим числом жителей 59 человек.
| № | Населённый пункт  | Тип населённого пункта | Население |
| - | ----------------- | ---------------------- | --------- |
| 1 | Липовская Усадьба | деревня                | ↘4        |
| 2 | Лужки             | деревня                | →0        |
| 3 | Ново              | деревня                | ↘3        |
| 4 | Санхар            | посёлок                | ↘27       |
| 5 | Якушиха           | деревня                | →0        |

В границах охранной зоны заказника расположено 9 населённых пунктов с общим числом жителей 322 человека.
| № | Населённый пункт | Тип населённого пункта | Население |
| - | ---------------- | ---------------------- | --------- |
| 1 | Артёмково        | деревня                | ↘2        |
| 2 | Большие Удолы    | деревня                | ↘24       |
| 3 | Бурино           | деревня                | →0        |
| 4 | Бурино           | посёлок                | ↘107      |
| 5 | Заборочье        | деревня                | ↗46       |
| 6 | Золотая Грива    | деревня                | ↗5        |
| 7 | Ивановка         | деревня                | ↗10       |
| 8 | Малые Удолы      | деревня                | ↘69       |
| 9 | Федорково        | деревня                | ↘0        |

## Функциональные зоны заказника

### Зона строгой охраны лесных и водно-болотных экосистем
Зона строгой охраны лесных и водно-болотных экосистем площадью 12200 га выделяется с целью сохранения в естественном состоянии водно-болотных угодий и лесных экосистем поймы рек Клязьмы и Лух и их надпойменных террас, а также обеспечения охраны и воспроизводства представителей растительного и животного мира, обитающих на этой территории или мигрирующих через неё.

### Зона строгой охраны карстовых озёр
Зона строгой охраны карстовых озёр площадью 5000 га выделяется с целью усиленной охраны комплекса уникальных карстовых озёр Кщарской группы, других водно-болотных угодий и лесных экосистем, редких и исчезающих видов растений и животных, обитающих на этом участке заказника или мигрирующих через него, а также с целью организации экологического туризма в формах, не оказывающих существенного негативного воздействия на экосистемы и отдельные их компоненты.

### Зона регулируемого природопользования
Зона регулируемого природопользования площадью 21550 га выделяется с целью соблюдения щадящего режима использования природных ресурсов, ограниченного ведения лесного и охотничьего хозяйства, организации экологического туризма в формах, не нарушающих общего природоохранного режима заказника и способствующих минимизации негативного воздействия на экосистемы и биоразнообразие.

### Зона охраны пойменных экосистем
Зона охраны пойменных экосистем площадью 4700 га выделяется с целью сохранения пойменных экосистем реки Клязьмы и озера Великого, редких и исчезающих видов растений и животных, обитающих на данной территории или мигрирующих через неё, а также в целях ограниченного ведения сельского, лесного и охотничьего хозяйства, организации экологического туризма, рационального использования природных ресурсов в формах, не нарушающих исторически сложившихся взаимосвязей в природных и природно-антропогенных комплексах.